# Coolhaven
Le Coolhaven (en français, le port Cool, du nom d'un notable, bailli, du XIIIe siècle) est un bassin du port de Rotterdam, dans la province néerlandaise de Hollande-Méridionale. Il est creusé en 1922, pour permettre une connexion entre la Delfshavense Schie et la Nouvelle Meuse.

## Histoire
La connexion entre le Coolhaven et la Nouvelle Meuse s'opère par le biais d'écluses ouvertes en 1933 à Parkhaven.

## Géographie

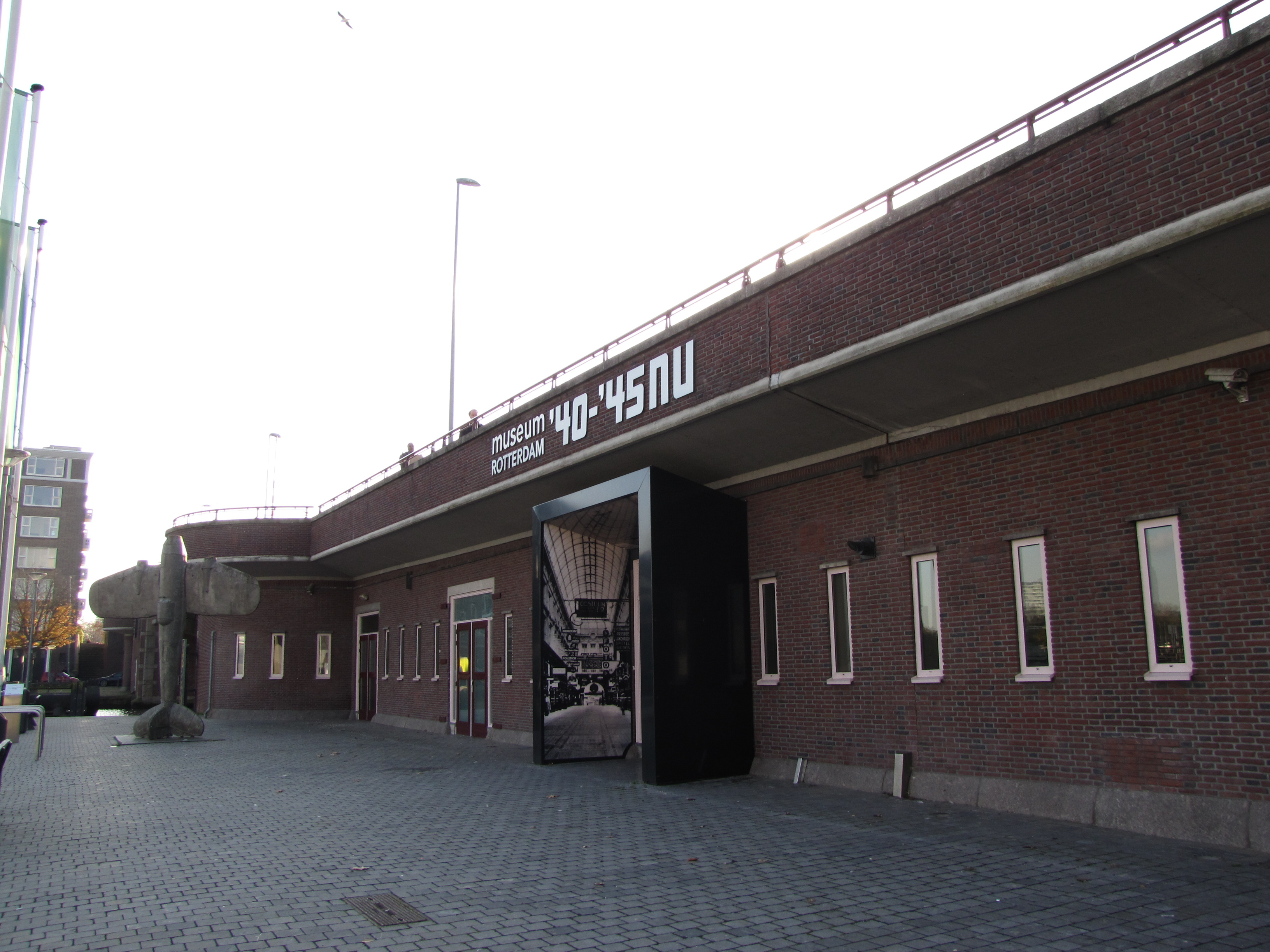
Museum Rotterdam '40-'45NU

Le Coolhaven est bordé au nord par la Rochussenstraat, à l'est par l'avenue G. J. de Jonghweg, au sud par la rue Coolhaven.
Il est traversé en son centre par le Pont Pieter van Hoochbrug, qui comporte une partie fixe et une partie mobile (pont basculant). Sous les arcades de la partie fixe du pont se trouve le Musée '40-'45NU qui est le second bâtiment du Musée Rotterdam. Il abrite des collections présentant la destruction de la ville durant le bombardement de mai 1941.

### Transports
Le quartier bénéficie d'une desserte par les lignes de métro A, B et C, accessible par la station de métro Coolhaven, créée en 1982 au carrefour des rues Rochussenstraat et Heemraadssingel.

## Galerie

Coolhaven
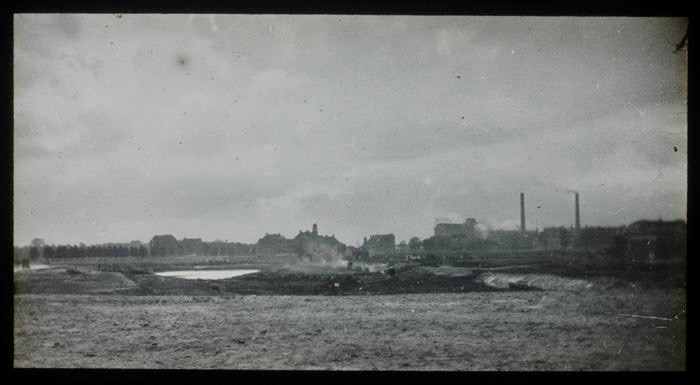
Port en construction (1922-1923)
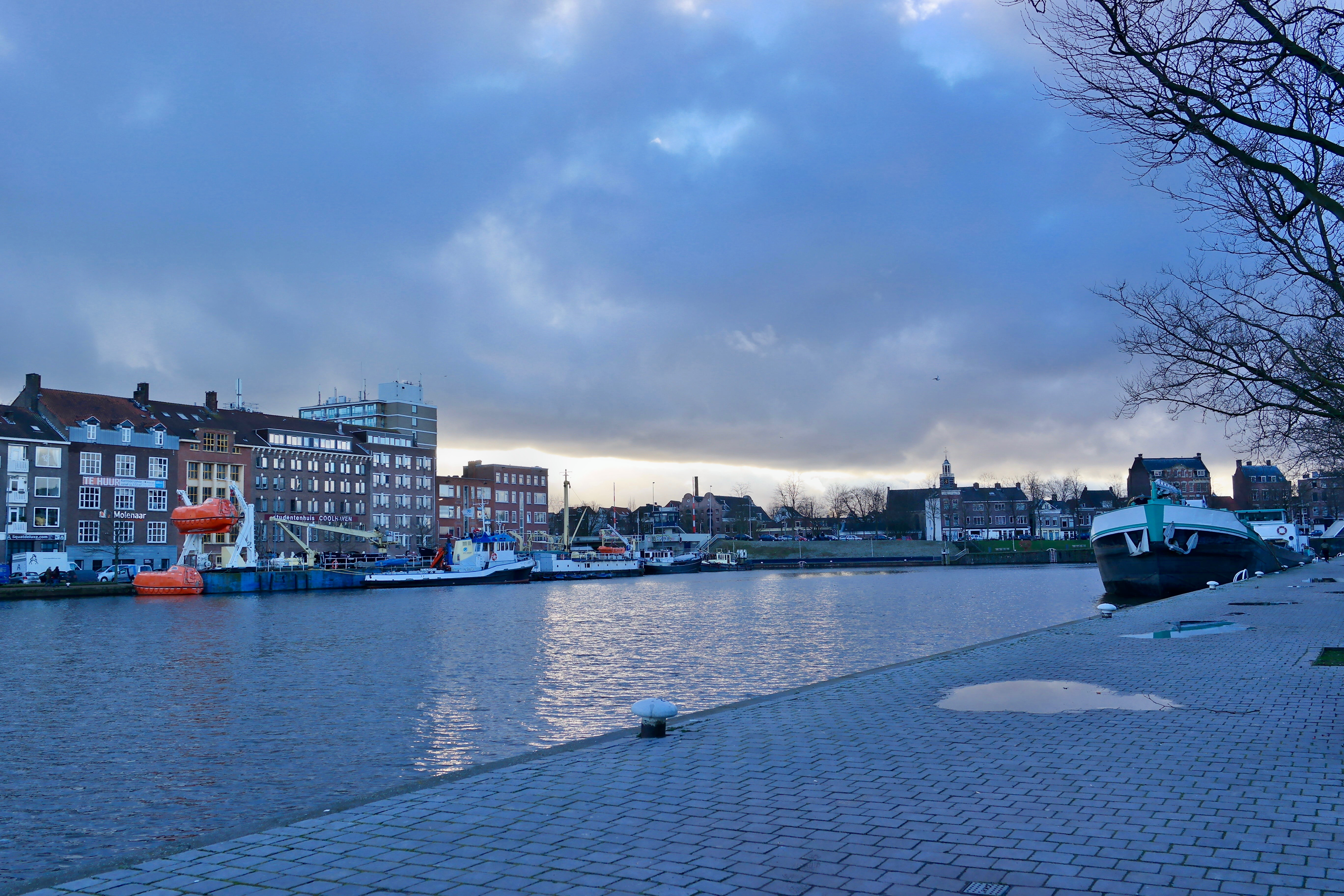
Vue nocturne de la partie ouest
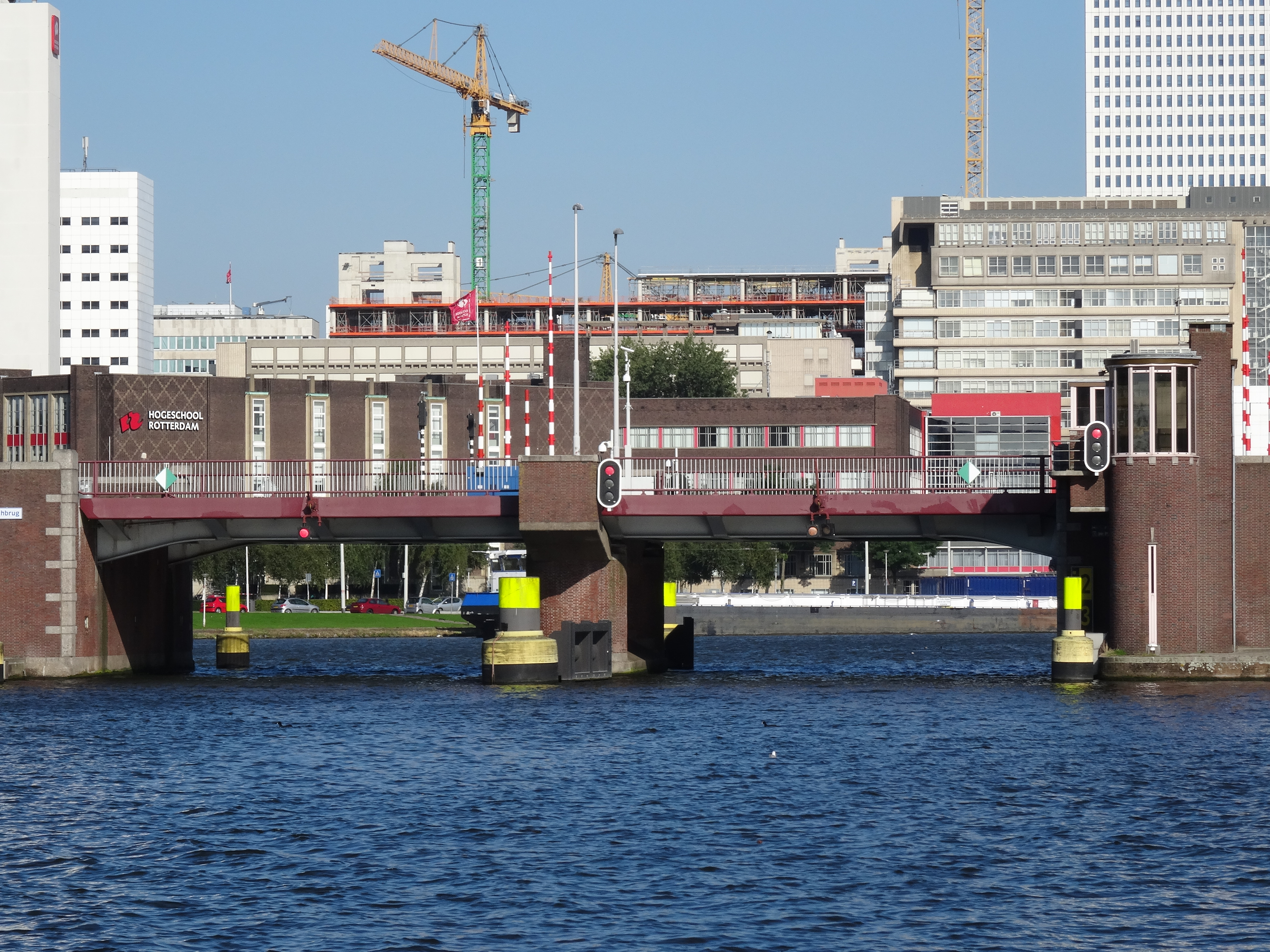
Pont Pieter de Hoochbrug
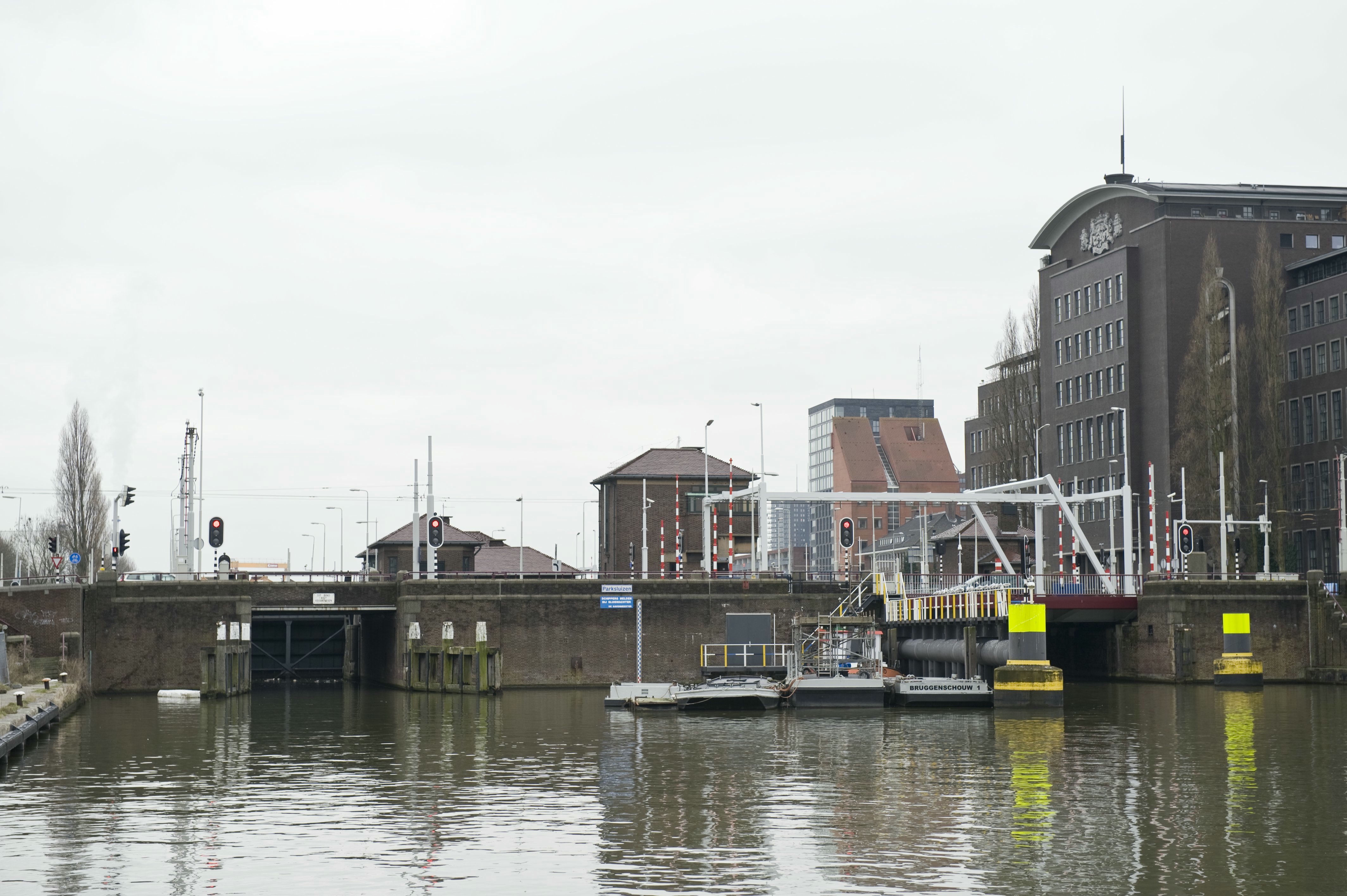
Entrée des deux écluses liant Coolhaven et Parkhaven.
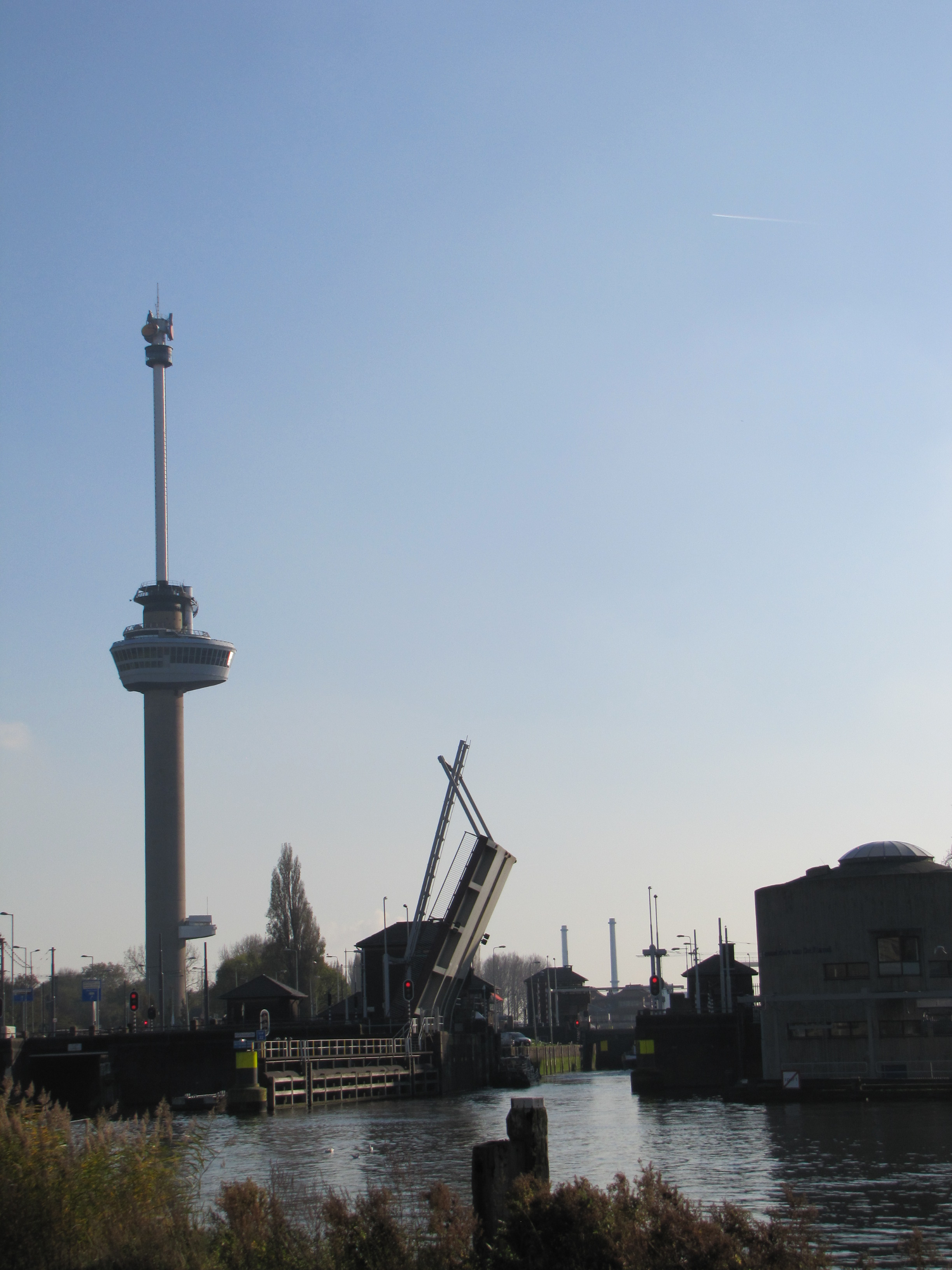
Ouverture de la grande écluse reliant Coolhaven et Parkhaven ; Euromast en arrière-plan.

### Bassins du port de Rotterdam
| Botlek Port du Lek Rijnhaven (Rotterdam) Achterhaven (Rotterdam) Port du Waal Nouvelle Meuse Seinehaven Brittanniëhaven Neckarhaven Canal Hartel Hartelkering Vieille Meuse Scheur Premier port Pétrolier Deuxième port Pétrolier Eemhaven Merwehaven Wijnhaven Oude Haven Haringvliet Port Royal Vulcaanhaven Maashaven |